# L'Oració d'Acció de Gràcies
L'Oració d'Acció de Gràcies es el setè llibre del Còdex VI dels Manuscrits de Nag Hammadi (7, 63-65). És un fragment escrit en llengua copta del Discurs perfecte atribuït a Asclepi. La traducció llatina de l'obra es coneix amb el nom De Hermes Trismegist: llibre sagrat dedicat a Asclepi. El text grec original d'El Discurs Perfecte existia a començaments del segle iv, ja que la pregària final, el text contingut a l'Oració d'Acció de Gràcies, es troba inclosa als Papirs màgics (PGM III 551). També la cita Lactanci a Divinae Institutiones. Però la data real de la composició d'aquest text és desconeguda.
El llibre va acompanyat d'una Nota de l'escriba escrita en copte, de la mateixa mà de la persona que va copiar el Còdex VI. És un text molt curt que demana disculpes de forma planera per haver copiat aquest còdex si fos el cas que el lector ja en tingués una còpia. Afegeix que l'escriba posseeix molts discursos d'aquesta mena.